# Viguierella madagascariensis
Genre
Espèce
Viguierella madagascariensis est une espèce de  plantes monocotylédones de la famille des Poaceae, sous-famille des Chloridoideae, originaire de Madagascar.  C'est l'unique espèce du genre Viguierella (genre monotypique).
Ce sont des plantes herbacées, annuelles,  cespiteuses, aux tiges décombantes de 10 à 40 cm de long. Les inflorescences sont composées de plusieurs racèmes.